# Coppa delle nazioni africane femminile 2022
La Coppa delle nazioni africane femminile 2022, nota anche con la denominazione sponsorizzata TotalEnergies Women's Africa Cup Of Nations 2022, è stata la quattordicesima edizione della massima competizione calcistica per nazionali femminili organizzata dalla Confédération Africaine de Football (CAF), la terza con questa denominazione. Si è disputata tra il 2 e il 23 luglio 2022 in Marocco. Il torneo è servito anche da qualificazione al campionato mondiale 2023. Le prime quattro classificate si sono qualificate per la fase finale in Australia e Nuova Zelanda, mentre altre due squadre hanno avuto accesso al play-off intercontinentale. Da questa edizione il torneo ha visto la partecipazione di 12 squadre anziché 8, come avveniva nelle precedenti edizioni.
Il torneo è stato vinto per la prima volta dal Sudafrica, che in finale ha superato per 2-1 le padrone di casa del Marocco.

## Formato
Il torneo è composto di una fase a gironi e una successiva fase a eliminazione diretta. Le 12 squadre qualificate alla fase finale saranno sorteggiate in tre gironi composti da quattro squadre ciascuno. In ciascun girone le squadre si affrontano una volta, per un totale di 3 giornate. Passano alla fase a eliminazione diretta le prime due classificate di ciascun girone più le due migliori terze. Dai quarti di finale in poi le gare si disputano in partita secca a eliminazione diretta. Le squadre ammesse alle semifinali si qualificano alla fase finale del campionato mondiale 2023.
Le squadre le perdenti dei quarti di finale giocano un turno di spareggio, dove la perdente del quarto di finale 1 sfida la perdente del quarto di finale 2 e la perdente del quarto di finale 3 sfida la perdente del quarto di finale 4. Le vincitrici delle due gare di spareggio accedono ai play-off intercontinentali.

## Stadi
| Casablanca           | Casablanca Rabat       |
| Stadio Mohamed V     | Casablanca Rabat       |
| Capacità: 45 000     | Casablanca Rabat       |
|                      | Casablanca Rabat       |
| Rabat                |                        |
| Stadio Moulay Hassan | Stadio Moulay Abdallah |
| Capacità: 12 000     | Capacità: 53 000       |
|                      |                        |

## Squadre partecipanti
| Pr. | Squadra      | Data di qualificazione certa | Partecipante in quanto                                         | Ultima presenza |
| --- | ------------ | ---------------------------- | -------------------------------------------------------------- | --------------- |
| 1   | Marocco      | 15 gennaio 2021              | Rappresentativa della nazione organizzatrice della fase finale | 2000            |
| 2   | Uganda       | 28 gennaio 2022              | Vincitrice della fase di qualificazione                        | 2000            |
| 3   | Burundi      | 21 febbraio 2022             | Vincitrice della fase di qualificazione                        | Esordiente      |
| 4   | Zambia       | 22 febbraio 2022             | Vincitrice della fase di qualificazione                        | 1995            |
| 5   | Senegal      | 23 febbraio 2022             | Vincitrice della fase di qualificazione                        | 2012            |
| 6   | Togo         | 23 febbraio 2022             | Vincitrice della fase di qualificazione                        | Esordiente      |
| 7   | Nigeria      | 23 febbraio 2022             | Vincitrice della fase di qualificazione                        | 2018            |
| 8   | Tunisia      | 23 febbraio 2022             | Vincitrice della fase di qualificazione                        | 2008            |
| 9   | Burkina Faso | 23 febbraio 2022             | Vincitrice della fase di qualificazione                        | Esordiente      |
| 10  | Camerun      | 23 febbraio 2022             | Vincitrice della fase di qualificazione                        | 2018            |
| 11  | Botswana     | 23 febbraio 2022             | Vincitrice della fase di qualificazione                        | Esordiente      |
| 12  | Sudafrica    | 23 febbraio 2022             | Vincitrice della fase di qualificazione                        | 2018            |

## Fasce
Il sorteggio è stato effettuato il 29 aprile alle 20:30 UTC+0. Le dodici squadre sono state sorteggiate in tre gironi da quattro squadre, con le padrone di casa del Marocco, le campionesse in carica della Nigeria e il Camerun seconda squadra africana nella classifica FIFA assegnati, rispettivamente, alle posizioni A1, C1 e B1.
| Teste di serie                         | Fascia 1                                                                   |
| -------------------------------------- | -------------------------------------------------------------------------- |
| Marocco (A1) Camerun (B1) Nigeria (C1) | Sudafrica Zambia Burundi Burkina Faso Tunisia Togo Senegal Botswana Uganda |

## Fase a gruppi

### Gruppo A

#### Classifica
| Pos. | Squadra      | Pt | G | V | N | P | GF | GS | DR |
| ---- | ------------ | -- | - | - | - | - | -- | -- | -- |
| 1.   | Marocco      | 9  | 3 | 3 | 0 | 0 | 5  | 1  | +4 |
| 2.   | Senegal      | 6  | 3 | 2 | 0 | 1 | 3  | 1  | +2 |
| 3.   | Burkina Faso | 1  | 3 | 0 | 1 | 2 | 2  | 4  | -2 |
| 4.   | Uganda       | 1  | 3 | 0 | 1 | 2 | 3  | 7  | -4 |

#### Risultati
| Arbitro: | Salima Mukansanga |

|             |           |  |
| Chebbak 29’ | Marcatori |  |

| Arbitro: | Dorsaf Ganouati |

|                                |           |  |
| Diakhaté 39’ (rig.) Ndiaye 50’ | Marcatori |  |

| Arbitro: | Suavis Iratunga |

|  |           |                 |
|  | Marcatori | 84’ (rig.) Fall |

| Arbitro: | Vincentia Amedome |

|               |           |                                                 |
| Komuntale 32’ | Marcatori | 14’ (rig.) Ayane 68’ El Chad 84’ (rig.) Chebbak |

| Arbitro: | Akhona Makalima |

|                    |           |  |
| Chebbak 55’ (rig.) | Marcatori |  |

| Arbitro: | Patience Madu |

|                     |           |                           |
| Congo 35’ Kabré 41’ | Marcatori | 8’ Kunihira 38’ Nabweteme |

### Gruppo B

#### Classifica
| Pos. | Squadra | Pt | G | V | N | P | GF | GS | DR |
| ---- | ------- | -- | - | - | - | - | -- | -- | -- |
| 1.   | Zambia  | 7  | 3 | 2 | 1 | 0 | 5  | 1  | +4 |
| 2.   | Camerun | 5  | 3 | 1 | 2 | 0 | 3  | 1  | +2 |
| 3.   | Tunisia | 3  | 3 | 1 | 0 | 2 | 4  | 4  | 0  |
| 4.   | Togo    | 1  | 3 | 0 | 1 | 2 | 3  | 9  | -6 |

#### Risultati
| Casablanca 3 luglio 2022, ore 18:00 UTC+0 | Camerun           | 0 – 0 referto | Zambia | Stadio Mohamed V\| Arbitro: \| Aïssata Boudy Lam[6] \| |
| Arbitro:                                  | Aïssata Boudy Lam |               |        |                                                        |

| Arbitro: | Antsino Twanyanyukwa |

|                                               |           |                      |
| Houij 1’ Ellouzi 12’, 60’ Amouklou 71’ (aut.) | Marcatori | 22’ (rig.) Gnintegma |

| Arbitro: | Maria Rivet |

|                |           |  |
| Chitundu 90+2’ | Marcatori |  |

| Arbitro: | Zomadre Kore |

|                     |           |             |
| Woedikou 28’ (rig.) | Marcatori | 38’ Johnson |

| Arbitro: | Lidya Tafesse |

|                    |           |  |
| Abam 3’ Nchout 90’ | Marcatori |  |

| Arbitro: | Shamira Nabadda |

|                                      |           |              |
| Chanda 15’, 60’ Lungu 21’ Mapepa 41’ | Marcatori | 35’ Woedikou |

### Gruppo C

#### Classifica
| Pos. | Squadra   | Pt | G | V | N | P | GF | GS | DR |
| ---- | --------- | -- | - | - | - | - | -- | -- | -- |
| 1.   | Sudafrica | 9  | 3 | 3 | 0 | 0 | 6  | 2  | +4 |
| 2.   | Nigeria   | 6  | 3 | 2 | 0 | 1 | 7  | 2  | +5 |
| 3.   | Botswana  | 3  | 3 | 1 | 0 | 2 | 4  | 5  | -1 |
| 4.   | Burundi   | 0  | 3 | 0 | 0 | 3 | 3  | 11 | -8 |

#### Risultati
| Arbitro: | Bouchra Karboubi |

|               |           |                           |
| Ajibade 90+2’ | Marcatori | 61’ Seoposenwe 63’ Magaia |

| Arbitro: | Mame Coumba Faye |

|                    |           |                                               |
| Niyonkuru 52’, 81’ | Marcatori | 43’ Dithebe 47’ Radiakanyo 55’, 60’ Tholakele |

| Arbitro: | Shahenda El-Maghrabi |

|                                            |           |             |
| Kgatlana 20’ Motau 32’ Motlhalo 54’ (rig.) | Marcatori | 30’ Uwimana |

| Arbitro: | Viana Letticia |

|  |           |                         |
|  | Marcatori | 21’ Onumonu 48’ Ucheibe |

| Arbitro: | Dorsaf Ganouati |

|            |           |  |
| Majiya 80’ | Marcatori |  |

| Arbitro: | Fatima Zahra El Ajjani |

|                                           |           |  |
| Ajibade 25’ (rig.) Efih 28’ Kanu 29’, 46’ | Marcatori |  |

### Raffronto tra le terze classificate
Le prime due squadre si sono qualificate ai quarti di finale.

#### Classifica
| Pos. | Squadra      | Pt | G | V | N | P | GF | GS | DR |
| ---- | ------------ | -- | - | - | - | - | -- | -- | -- |
| 1.   | Tunisia      | 3  | 3 | 1 | 0 | 2 | 4  | 4  | 0  |
| 2.   | Botswana     | 3  | 3 | 1 | 0 | 2 | 4  | 5  | -1 |
| 3.   | Burkina Faso | 1  | 3 | 0 | 1 | 2 | 2  | 4  | -2 |

## Fase a eliminazione diretta

### Tabellone
|  | Quarti di finale | Quarti di finale | Quarti di finale |           |               | Semifinali    | Semifinali | Semifinali |         |                 | Finale          | Finale          | Finale |  |
|  |                  |                  |                  |           |               |               |            |            |         |                 |                 |                 |        |  |
|  | 1A               | Marocco          | 2                |           |               |               |            |            |         |                 |                 |                 |        |  |
|  | 1A               | Marocco          | 2                |           |               |               |            |            |         |                 |                 |                 |        |  |
|  | 3C               | Botswana         | 1                |           |               |               |            |            |         |                 |                 |                 |        |  |
|  | 3C               | Botswana         | 1                |           | Marocco (dtr) | Marocco (dtr) | 1 (5)      |            |         |                 |                 |                 |        |  |
|  |                  |                  |                  |           | Marocco (dtr) | Marocco (dtr) | 1 (5)      |            |         |                 |                 |                 |        |  |
|  |                  |                  | Nigeria          | Nigeria   | 1 (4)         |               |            |            |         |                 |                 |                 |        |  |
|  | 2B               | Camerun          | Nigeria          | Nigeria   | 1 (4)         | 0             |            |            |         |                 |                 |                 |        |  |
|  | 2B               | Camerun          |                  |           |               |               |            |            |         |                 |                 |                 |        |  |
|  | 2C               | Nigeria          | 1                |           |               |               |            |            |         |                 |                 |                 |        |  |
|  | 2C               | Nigeria          | 1                |           | Marocco       | Marocco       | 1          |            |         |                 |                 |                 |        |  |
|  |                  |                  |                  |           |               |               |            |            |         |                 |                 |                 |        |  |
|  |                  |                  | Sudafrica        | Sudafrica | 2             |               |            |            |         |                 |                 |                 |        |  |
|  | 1B               | Zambia (dtr)     | Sudafrica        | Sudafrica | 2             | 1 (4)         |            |            |         |                 |                 |                 |        |  |
|  | 1B               | Zambia (dtr)     |                  |           |               | 1 (4)         |            |            |         |                 |                 |                 |        |  |
|  | 2A               | Senegal          | 1 (2)            |           |               |               |            |            |         |                 |                 |                 |        |  |
|  | 2A               | Senegal          | 1 (2)            |           | Zambia        | Zambia        | 0          |            |         | Finale 3º posto | Finale 3º posto | Finale 3º posto |        |  |
|  |                  |                  |                  |           | Zambia        | Zambia        | 0          |            |         |                 |                 |                 |        |  |
|  |                  |                  | Sudafrica        | Sudafrica | 1             |               |            |            |         |                 |                 |                 |        |  |
|  | 1C               | Sudafrica        | Sudafrica        | Sudafrica | 1             | 1             |            |            | Nigeria | Nigeria         | 0               |                 |        |  |
|  | 1C               | Sudafrica        |                  |           |               |               |            |            | Nigeria | Nigeria         | 0               |                 |        |  |
|  | 3B               | Tunisia          | 0                |           |               | Zambia        | Zambia     | 1          |         |                 |                 |                 |        |  |

### Quarti di finale
Le vincitrici dei quarti di finale si qualificano al campionato mondiale femminile di calcio 2023 mentre le perdenti giocano un turno di spareggio, dove la perdente del quarto di finale 1 sfida la perdente del quarto di finale 2 e la perdente del quarto di finale 3 sfida la perdente del quarto di finale 4. Le vincitrici degli spareggi accedono ai play-off intercontinentali.
| Arbitro: | Bouchra Karboubi |

|                                |                      |                          |
| Chitundu 70’                   | Marcatori            | 61’ Ndiaye               |
| Chanda Zulu Lungu Mweemba Nali | Tiri di rigore 4 – 2 | Fall Diop Baldé Diakhaté |

| Arbitro: | Vincentia Amedome |

|                       |           |            |
| Mssoudy 3’ Mrabet 59’ | Marcatori | 7’ Dithebe |

| Arbitro: | Akhona Makalima |

|  |           |             |
|  | Marcatori | 56’ Ajibade |

| Arbitro: | Salima Mukansanga |

|                |           |  |
| Seoposenwe 14’ | Marcatori |  |

### Ripescaggio
| Arbitro: | Letticia Viana |

|                                |                      |                           |
| Diop Diallo Sow N. Ndiaye Fall | Tiri di rigore 4 – 2 | Ellouzi Houij Ayadi Aouni |

| Arbitro: | Suavis Iratunga |

|  |           |              |
|  | Marcatori | 45+1’ Nchout |

### Semifinali
| Arbitro: | Lidya Tafesse |

|  |           |                       |
|  | Marcatori | 90+4’ (rig.) Motlhalo |

| Arbitro: | Maria Rivet |

|                                       |                      |                                      |
| Mssoudy 66’                           | Marcatori            | 62’ (aut.) Mrabet                    |
| Mrabet Chebbak Redouani El Chad Ayane | Tiri di rigore 5 – 4 | Chikwelu Onumonu Otu Plumptre Monday |

### Finale terzo posto
| Arbitro: | Vincentia Amedome |

|  |           |                     |
|  | Marcatori | 29’ (aut.) Nnadozie |

### Finale
| Arbitro: | Salima Mukansanga |

|           |           |                 |
| Ayane 80’ | Marcatori | 63’, 71’ Magaia |

## Statistiche

### Premi
Questi sono i premi individuali conferiti al termine del torneo.
| Premio              | Vincitrice        |
| ------------------- | ----------------- |
| Migliore giocatrice | Ghizlane Chebbak  |
| Migliori marcatrici | Ghizlane Chebbak  |
| Migliori marcatrici | Rasheedat Ajibade |
| Migliori marcatrici | Hildah Magaia     |
| Migliore portiere   | Andile Dlamini    |
| Premio Fair Play    | Sudafrica         |

### Classifica marcatrici
3 reti
- Ghizlane Chebbak (2 rig.)
- Rasheedat Ajibade (1 rig.)
- Hildah Magaia

2 reti
- Keitumetse Dithebe
- Sandrine Niyonkuru
- Refilwe Tholakele
- Ajara Nchout
- Rosella Ayane (1 rig.)
- Sanaâ Mssoudy
- Uchenna Kanu
- Nguenar Ndiaye
- Linda Motlhalo (2 rig.)
- Jermaine Seoposenwe
- Mafille Woedikou (1 rig.)
- Sabrine Ellouzi
- Grace Chanda
- Avell Chitundu

1 rete
- Adama Congo
- Adèle Kabré
- Aniella Uwimana
- Lesego Radiakanyo
- Michaela Abam
- Estelle Johnson
- Nesryne El Chad
- Yasmin Mrabet
- Peace Efih
- Ifeoma Onumonu
- Christy Ucheibe
- Ndeye Awa Diakhaté (1 rig.)
- Korka Fall (1 rig.)
- Nthabiseng Majiya
- Thembi Kgatlana
- Amogelang Motau
- Odette Gnintegma (1 rig.)
- Mariem Houij
- Sandra Nabweteme
- Sumaya Komuntale
- Margret Kunihira
- Ireen Lungu
- Xiomara Mapepa

autoreti
- Yasmin Mrabet (1, pro Nigeria)
- Chiamaka Nnadozie (1, pro Zambia)
- Amé Amouklou (1, pro Tunisia)